# مدرسة الأمم المتحدة الدولية
مدرسة الأمم المتحدة الدولية ( UNIS ) هي مدرسة دولية خاصة في مدينة نيويورك ، تأسست عام 1947 من قبل الأسر التي عملت مع الأمم المتحدة أو ارتبطت بها. تأسست المدرسة لتوفير تعليم دولي، مع الحفاظ على التراث الثقافي المتنوع لطلابها. اليوم، تضم أكثر من 1600 طالب في موقعين، يخدمون الأمم المتحدة والمجتمع الدولي ومجتمعات نيويورك. يقع الحرم الجامعي في جامايكا إستيتس، كوينز، وهي مدرسة كيه - 8 وحرم مانهاتن، ويطل على النهر الشرقي، هو كيه - 12. تقع المدرسة في الأصل في شارع 70 الشرقي، قبل أن تنتقل في حوالي عام 1970 إلى مبنيين في 51 (المدرسة الإعدادية) والشارع 54. تقع المدرسة الثانوية في شارع 11 شرق. افتتح المبنى الرئيسي في شارع 25 في عام 1972.
الوحدات كان أحد مؤسسي مدارس البكالوريا الدولية (IB) و كان من بين تلك منح أول شهادات. شاملة كيه - 12 المناهج تستعد الشرطة لطلاب البكالوريا الدولية، المدرسة معترف بها دوليا المعايير الأكاديمية تمكن الطلاب من الذهاب للدراسة في أفضل الكليات والجامعات في الولايات المتحدة وفي جميع أنحاء العالم.
لغة التدريس الأساسية هي اللغة الإنجليزية وجميع الطلاب دراسة الفرنسية أو الإسبانية ابتداء من المدرسة الابتدائية. العربية، الصينية, الألمانية، الإيطالية, اليابانية والروسية هي أيضا تدرس في بداية الصف السابع في مانهاتن. إضافية اللغات الأم قد يكون درس بعد المدرسة.
المدرسة الحالية المدير التنفيذي دان برينر.
الوحدات عضو مجلس المدارس الدولية، منظمة البكالوريا الدولية المجلس الأوروبي للمدارس الدولية في ولاية نيويورك جمعية مستقلة مدارس الرابطة الوطنية من المدارس المستقلة من مجلس الكلية وهي مسجلة في نيويورك في مجلس الحكام مستقلة، غير ربحية المدرسة.

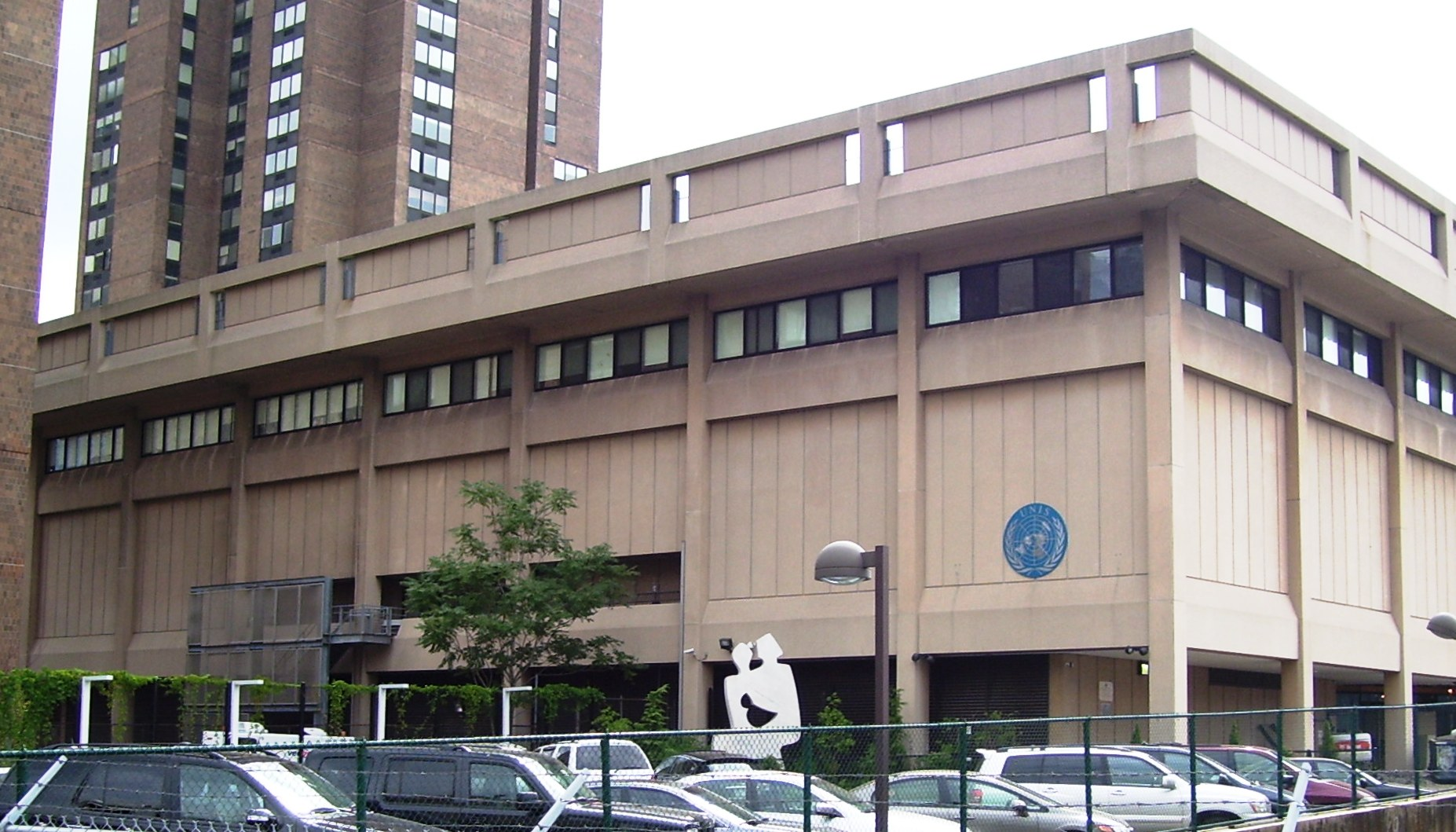
دائرة الإعلام في مانهاتن ، مع ماء بلازا مجمع سكني ارتفاع في الخلفية

## وصلات خارجية
- الموقع الرسمي